# Établissement scolaire français à l'étranger

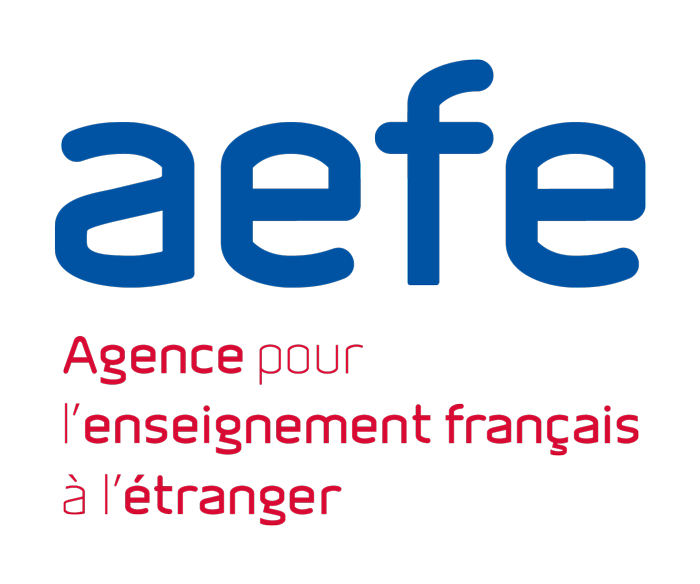
Logo de l'AEFE

Les établissements d'enseignement français à l'étranger (EEFE) sont des établissements scolaires implantés hors du territoire français, homologués par le ministère français chargé de l'Éducation nationale et animés par l'Agence pour l'enseignement français à l'étranger. Les cours sont donnés essentiellement en français et les programmes scolaires sont ceux suivis en France.
Dans la mesure où ces établissements sont implantés sur le territoire d'autres États, seule une loi locale ou une convention bilatérale entre l'État en question et la France leur permet d'échapper aux règles qui régissent le système éducatif local.
Ces établissements offrent en général des classes de la maternelle à la terminale, voire parfois des classes préparatoires aux grandes écoles (CPGE).
Le réseau des établissements d'enseignement français à l'étranger homologués rassemble en 2025 615 établissements répartis dans quelque 140 pays,. Environ 400 000 élèves y sont scolarisés, dont un peu plus d'un tiers d'élèves français.

## Histoire
Comme en témoigne le lycée français de Berlin (1689), le lycée français de Pondichéry (1826), le lycée Chateaubriand de Rome (1903), le lycée français de New York (1935), l'existence des premiers établissements scolaires français hors des frontières nationales est ancienne et suit les évolutions de l’Histoire de France en dehors de ses frontières. Hormis les établissements de la Mission laïque française dont l'origine remonte à 1906 avec la création du lycée de Salonique, ils sont au départ relativement isolés, autonomes et sans interlocuteur unique auprès des autorités françaises.
Au sortir de la Seconde Guerre mondiale, les grands lycées des capitales européennes voient le jour : Londres, Rome, Madrid, Vienne. La fin des protectorats et la décolonisation font passer des établissements comme le lycée Lyautey de Casablanca ou le lycée Albert-Sarraut de Hanoï dans un réseau français à l’étranger qui se structure et dépasse les 300 établissements à la fin des années 1980.
L’importance prise par le réseau entraîne cependant, au fil des ans, une grande diversité administrative, juridique et financière. Il en résulte une forte complexité dans la répartition des moyens que l'État français consacre à l’effort de scolarisation, dispersés entre plusieurs départements ministériels et entre plusieurs chapitres ou titres du budget, notamment le Service de l’enseignement français à l’étranger, au sein de la DGRCST (Direction générale des relations culturelles, scientifiques et techniques) du ministère des Affaires étrangères. Sur le terrain, l’inégalité des rémunérations entre les différentes catégories de fonctionnaires crée un malaise préjudiciable à la cohésion des établissements et à la motivation des enseignants. Une double réforme s’impose, à la fois au niveau local, pour l’égalité de traitement des fonctionnaires, et au niveau de l’administration centrale, pour l’harmonisation et la concentration des moyens.
En 1989, Thierry de Beaucé, secrétaire d’État chargé des relations culturelles internationales dans le gouvernement de Michel Rocard, propose en Conseil des ministres une refonte du système des rémunérations et un plan de rénovation des enseignements, suivis par la création, le 6 juillet 1990, d’un nouvel établissement public, l'Agence pour l'enseignement français à l'étranger, assurant le pilotage et la gestion de l’ensemble du réseau scolaire à l’étranger sous la tutelle du ministère français chargé des Affaires étrangères.

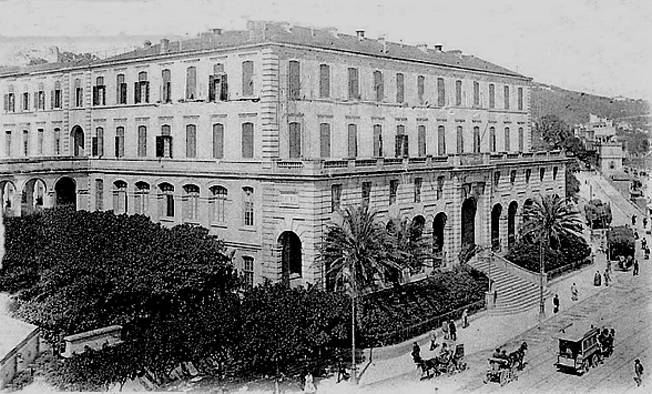
L'ancien Grand lycée d'Alger au début du XXe siècle.
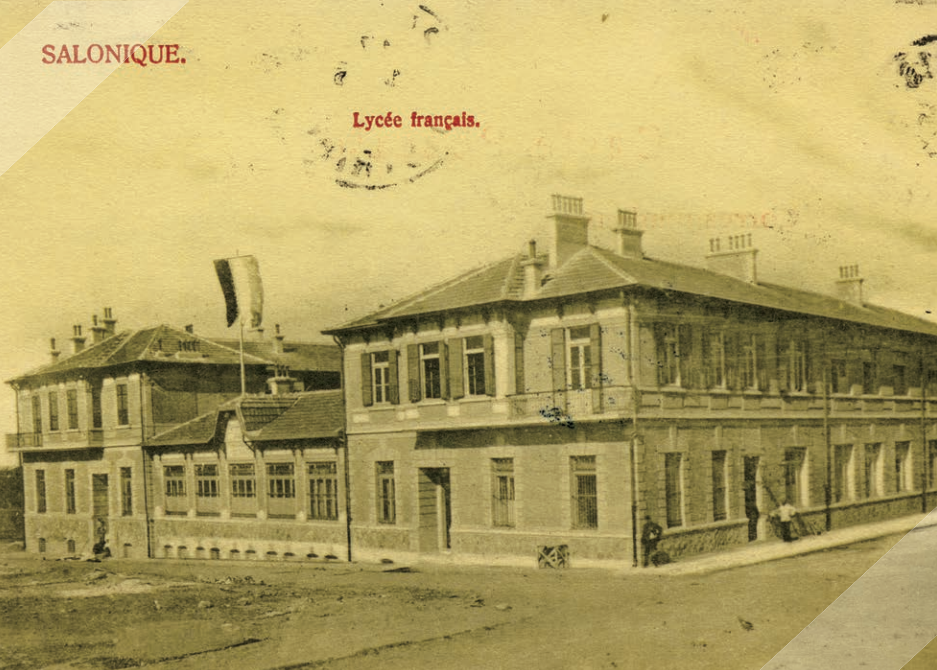
Le lycée français de Salonique en 1912.
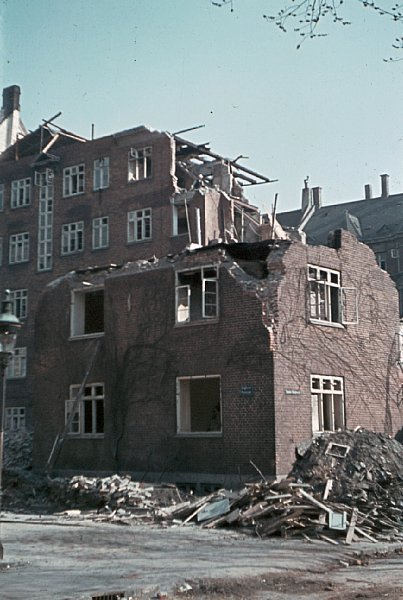
L'école française de Copenhague bombardée par erreur par l'aviation anglaise en 1945.
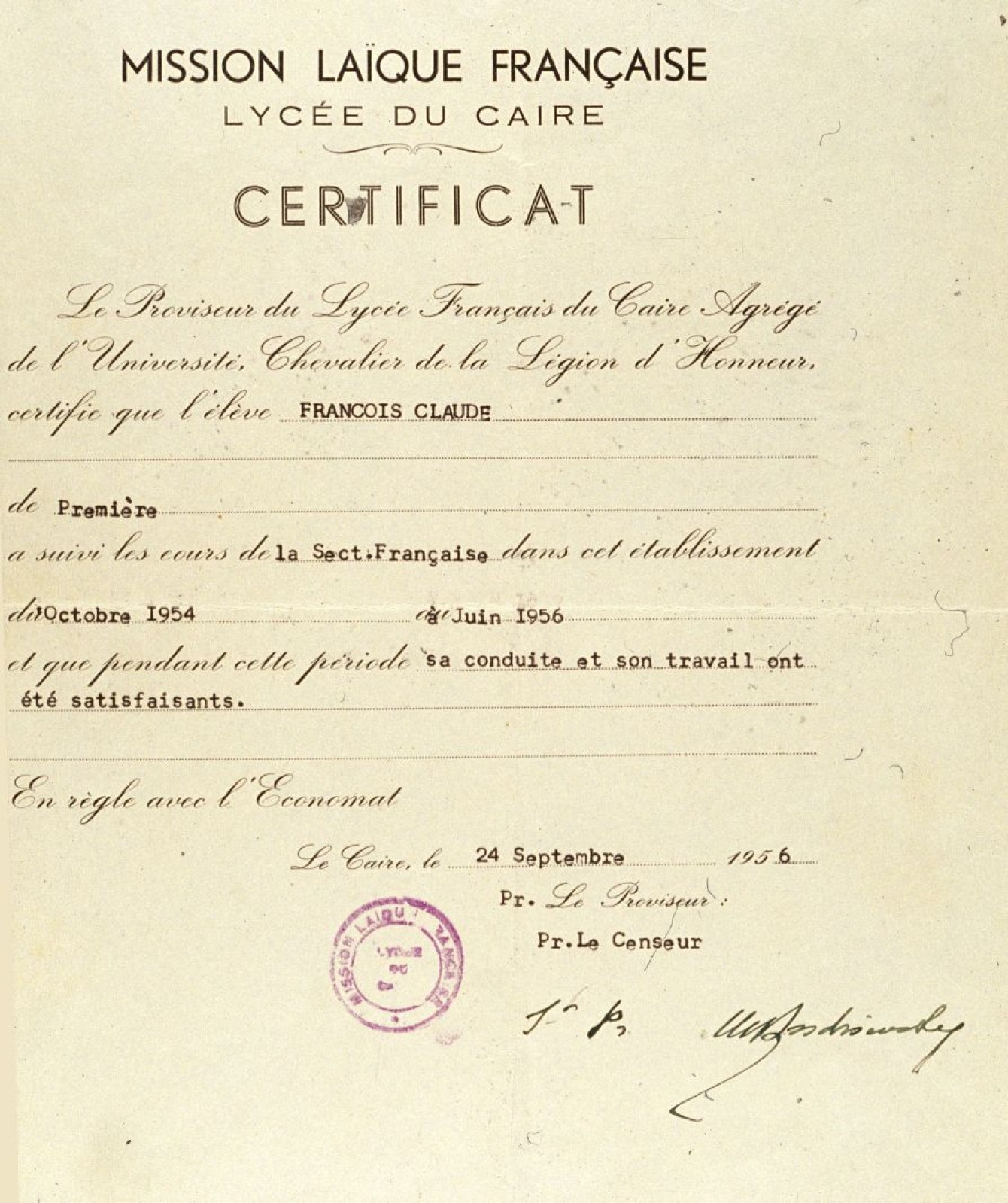
Certificat de scolarité de Claude François au lycée français du Caire en 1956.
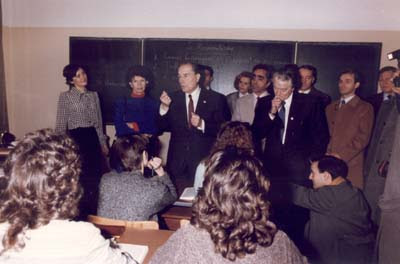
Visite du président François Mitterrand au lycée français de Sofia en 1989.

## Organisation actuelle
Le réseau des établissements d'enseignement français à l'étranger homologués rassemble en 2025 615 établissements scolaires répartis dans près de 140 pays,. Environ 400 000 élèves y sont scolarisés, dont un peu plus d'un tiers de Français et près de deux tiers d'élèves étrangers.

### Les différents types d'établissements
Les établissements se divisent en trois catégories (en fonction de l'étroitesse de leurs liens avec l'État français) :
1. les établissements publics dont la gestion est assurée par l’Agence pour l'enseignement français à l'étranger (AEFE) (68 en 2024). Ces établissements sont aussi dits « établissements en gestion directe » : ils sont des services déconcentrés de l'AEFE, représentée par l'ambassade de France.
2. les établissements de droit privé homologués par l'Éducation nationale française et qui ont choisi de passer une convention administrative, financière et pédagogique avec l'AEFE (162 en 2022). Ces établissements sont aussi dits « établissements conventionnés » ; ils sont l'équivalent des établissements privés sous contrat qui existent en France, mais leurs personnels détachés sont des fonctionnaires et non des personnels de l'enseignement privé.
3. les autres établissements homologués, partenaires de l'AEFE (336 en 2022, en augmentation régulière).

Les écoles privées conventionnées appartiennent à des opérateurs associatifs comme la Mission laïque française, fondée en 1902) (connue au Maroc sous le nom d'Office scolaire et universitaire international, l'Alliance israélite universelle (fondée en 1860), reconnues d'utilité publique, ou à des associations locales de parents d'élèves, parfois affiliées à la Fédération des associations de parents d’élèves des établissements d’enseignement français à l’étranger (FAPÉE). Il peut s'agir également d'écoles d'entreprises destinées aux enfants de personnels expatriés, souvent gérées par la MLF.

### L'homologation des établissements
L'homologation des établissements d'enseignement français à l'étranger est la procédure par laquelle, en accord avec le ministère chargé de l'Europe et des affaires étrangères (MEAE), le ministère chargé de l'éducation nationale atteste et reconnaît que des établissements scolaires situés à l'étranger dispensent un enseignement conforme aux principes, aux programmes et à l'organisation pédagogique du système éducatif français.
Les critères sont :
- le respect de principes, programmes et valeurs du système éducatif français (organisation de la scolarité, programmes, etc.)
- la présence de personnels qualifiés et régulièrement formés, comprenant notamment des enseignants titulaires du ministère chargé de l'éducation (ou des enseignants des établissements privés sous contrat, en position de disponibilité)
- la place et la maîtrise de la langue française (tout en réservant une place à une politique linguistique plurilingue)
- les évaluations, préparation et passation des examens français
- l'existence de locaux et équipements adaptés aux exigences pédagogiques

Après avis favorable du ministère des Affaires étrangèes, les dossiers de demande d'homologation sont transmis pour évaluation au ministère de l'Education nationale où ils sont étudiés par l'inspection générale, sous la coordination de la délégation aux relations européennes et internationales et à la coopération (Dreic) et en lien avec la direction générale de l'enseignement scolaire (Dgesco) et la direction générale des ressources humaines (Dgrh).
Une commission interministérielle d'homologation, sur la base du dossier et du rapport d'inspection, valide ou non la demande d'homologation.
Cette homologation n’est pas acquise à titre définitif et les établissements doivent régulièrement se soumettre à une procédure de vérification du respect des critères cités. Elle peut donc être accordée, retirée, limitée à une partie ou étendue à l’ensemble des classes de l’établissement,.
La liste des établissements scolaires à programme français à l'étranger fait l'objet d'un arrêté interministériel publié au Journal officiel de la République actualisé chaque année.

### Les écolages
Le financement des établissements publics et des établissements privés conventionnés est assuré conjointement par un financement public français (environ 40 %) et par la perception de frais d'écolage (pour les 60 % restants). Ces droits d'écolage (nom traditionnellement donné aux frais de scolarité) doivent être payés par les parents, mais un système de bourses permet une prise en charge de ceux-ci pour les enfants de nationalité française quand la situation des parents le justifie. Ces frais annuels sont, d’après le ministère français des Affaires étrangères, en moyenne de 2 000 €, mais peuvent atteindre 8 000 € dans certains pays.
Le président Sarkozy avait décidé d'instaurer progressivement la gratuité pour les enfants français (prise en charge valable pour la classe terminale dès 2007-2008, la première en 2008-2009 et la seconde en 2009-2010). Néanmoins, cette forme d'aide financière a été supprimée en juillet 2012, par le gouvernement de Jean-Marc Ayrault car il lui était reproché de mettre en difficulté de nombreux lycées qui ont dû augmenter parfois fortement les frais d’écolage des autres élèves, et qu'elle bénéficiait surtout à des familles expatriées aux salaires très élevés (les autres bénéficiant déjà des bourses avant la réforme) et aux entreprises qui prenaient auparavant en charge ces frais.

### Liste des opérateurs partenaires de l'AEFE
L'AEFE est l'opérateur public de l'enseignement français à l'étranger. Outre les établissements où il gère des personnels (en gestion directe ou conventionnés), il a des partenariats avec des réseaux partenaires de droit privé, parmi lesquels :
- la Mission laïque française (MLF), organisme sans but lucratif reconnu d'utilité publique, créé en 1902, avec sa filiale au Maroc, l'Office scolaire et universitaire international (OSUI)
- l'Association franco-libanaise pour l’éducation et la culture (d) (AFLEC), fondée en 2002 en coopération avec la MLF, dont les établissements sont au Liban (Tyr, Beyrouth) et aux Émirats arabes unis (Abu Dhabi, Dubaï)
- l'Alliance israélite universelle, fondée en 1860 à Paris, implantée historiquement dans l'empire ottoman, aujourd'hui au Maroc, en Israël ou au Canada
- certains établissements des Frères des écoles chrétiennes (Lasalliens), notamment en Turquie, en Égypte, au Liban, à Madagascar (mais la majorité enseignent dans la langue du pays)
- le réseau de l'enseignement catholique au Maroc (ECAM), désormais totalement arabisé
- Scolae mundi (d), créé en 2009 par Jean-François Le Roch, présent notamment en Europe du Sud, en Europe de l'Est et en Russie, qui a rejoint à compter du 1er septembre 2021 le réseau scolaire Odyssey (d)[14]
- le réseau scolaire Odyssey (d), soutenu par la famille Mulliez et dirigé par Luc Chatel, présent à Casablanca (depuis 2017), Bruxelles et Bucarest sous le nom d'École française internationale et qui s'est élargi avec l'Institut Saint-Dominique (devenu école française internationale de Rome) et avec les établissements de Scolae mundi (d)[15]
- International Education Group (ex SANA Education), au Maroc à Casablanca et à Rabat (EIC Almaz, EIC Aïn Diab, école Sana Val d'Anfa, EIR Hay Riad), aux Pays-Bas (International French School d'Amsterdam)
- Holdeg (holding générale d'éducation), implantée au Maroc et en Tunisie, avec notamment Al Jabr à Casablanca et ISC (International School of Carthage)[16]
- Groupe ISG Concordia et LVNG : Lycée international français en Égypte (LIFE) au Caire, Lycée Albert-Camus à New Giza
- Acacia, réseau asiatique présent dans le primaire à Bangkok, Phnom-Penh et Hanoï[17]

Certaines écoles ont été créées localement par l'Alliance française, notamment au Chili et à Madagascar.

## Les établissements non homologués
Les établissements publics ou privés qui délivrent des enseignements en français mais dont les enseignements ne bénéficient pas d'une homologation de la part des autorités françaises (soit parce qu'elles ne l'ont pas demandé alors qu'elles ont le niveau nécessaire, soit parce qu'elles ne remplissent pas les conditions - notamment d'ancienneté - pour être homologuées) ne font pas partie du réseau officiel d'enseignement français à l'étranger. Ils ne reçoivent aucune aide financière directe de la part de l'État français, sauf le cas échéant dans le cadre des programmes en faveur des sections bilingues. Ils peuvent bénéficier sous certaines conditions du LabelFrancÉducation.
Les « lycées français » de Kaboul (Le lycée Esteqlal et le lycée Malalaï), fondés respectivement en 1922 et 1938 et rouverts en 2002 après la chute du régime des talibans, bénéficient d'une aide matérielle et en personnel de la France, opérée successivement par l'AEFE puis la Mission laïque française, avec des ONG comme La Guilde ou AFRANE et pour les experts via l'agence Expertise France (programme ALEM).

## La réputation et les résultats des établissements
Ces établissements bénéficient, en général, d'une bonne réputation car :
- ils sont surtout fréquentés par les enfants des élites françaises (cadres expatriés), des diplomates et des élites locales pouvant financer des coûts de scolarité élevés ;
- le niveau des écoles publiques locales est souvent très faible dans les pays en développement ;
- ils permettent d'apprendre la langue française par une immersion totale.

En 2014, 92,12% des élèves de terminale ont obtenu leur baccalauréat.
Dans les établissements publics relevant de l'AEFE et dans les écoles conventionnés avec l'AEFE, un élève français de 6 ans au moins ne peut être refusé par le lycée français, quel que soit son niveau ou la période de l'année scolaire. Les candidats d'autres nationalités sont acceptés dans la limite des places disponibles et dans les pays où il y a beaucoup de demandes (par exemple, les écoles maternelles au Maroc), un examen d'entrée a été institué afin de gérer le trop grand nombre de demandes.
Des critiques sont parfois formulées contre ces établissements en raison de l'importante proportion d'élèves issus de milieux favorisés qu'ils comptent.

## Les personnels
Dans les établissements en gestion directe et conventionnés, le personnel de direction, les cadres administratifs et une partie des enseignants sont détachés du ministère français de l'Éducation nationale (avec un statut d'expatrié ou un statut de résident) et payés par l'AEFE. Ces établissements recourent également à du personnel recrutés localement en fonction des règles du marché du travail national (contrat, rémunération, protection sociale).
Le personnel des autres établissements est employé selon les règlements régissant localement le droit du travail. Les fonctionnaires français peuvent obtenir un détachement direct dans les établissements non conventionnés, mais ils sont payés par l'organisme gestionnaire sans que leur rémunération soit nécessairement corrélée à leur traitement indiciaire français.
Quelques établissements offrent la gratuité des frais de scolarités aux enfants de leurs personnels locaux, leur permettant ainsi de bénéficier de l'enseignement français auquel ils n'auraient pu avoir accès faute de moyens.[réf. nécessaire]

## Liste des écoles et lycées français à l'étranger

### Liste des écoles et lycées français homologués
Attention : cette liste n'est pas forcément à jour. Il convient de se référer à la liste dressée chaque année dans l'arrêté publié au Journal officiel.

### Liste des écoles et lycées français non homologués
Il n'existe pas de liste de ces établissements qui ne font pas l'objet d'une définition précise.

### Réseau LabelFrancÉducation

Créé en 2012, le LabelFrancÉducation est attribué par le ministère français chargé des Affaires étrangères aux filières d’excellence bilingues francophones proposant un enseignement renforcé de la langue française et d’au moins une discipline non linguistique en français, conformément au programme officiel du pays d’accueil. Le LabelFrancÉducation vise à promouvoir des filières ou des établissements publics et privés d’enseignement élémentaire et secondaire étrangers hors de France, dans des filières générales, technologiques ou professionnelles, et qui contribuent, dans le cadre de leur enseignement national, au rayonnement de l’éducation, de la langue et de la culture françaises. La gestion opérationnelle du LabelFrancÉducation a été confiée par le MEAE à l’Agence pour l’enseignement français à l’étranger.
La liste des filières labellisées est mise à jour chaque année à la suite d'une commission,.
Conditions de délivrance du label LabelFrancÉducation :
- Enseignement renforcé de la langue et de la culture françaises et enseignement en français d’au moins une discipline non linguistique, selon le programme officiel du pays, l’ensemble représentant au moins 20 % du nombre hebdomadaire d’heures d’enseignement ;
- Présence d'au moins un enseignant francophone titulaire d'un master ou d'un diplôme reconnu équivalent et, si possible, de l'habilitation des correcteurs-examinateurs des épreuves du DELF-DALF;
- Diplôme ou niveau attesté en langue française des enseignants de français et des professeurs de disciplines non linguistiques enseignées en français ;
- Mise en œuvre d’un plan de formation pédagogique pour les enseignants des disciplines concernées;
- Présentation des élèves aux certifications de langue française du diplôme d'études en langue française (DELF : DELF Prim ou DELF scolaire ou DELF junior) ou du diplôme approfondi de langue française (DALF), délivrées par le ministère français de l'Éducation nationale et administrées pour l'étranger par le Centre international d’études pédagogiques, ou bien aux certifications de français professionnel ;
- Présence d’un environnement francophone : ressources éducatives au sein de l’établissement, appariement avec un établissement scolaire français, partenariats culturels francophones, offre de séjours linguistiques, etc.

Ne pas confondre avec le label interministériel « Qualité français langue étrangère », délivré à des centres de langue en France.

### Programme FLAM

Le dispositif d'appui financier Français LAngue Maternelle (programme FLAM) est un dispositif de consolidation du français langue maternelle, créé en 2001 par le ministère français des Affaires étrangères à l'initiative de membres du Conseil supérieur des Français de l'étranger (CSFE, aujourd'hui Assemblée des Français de l'étranger) et de sénateurs représentant les Français établis hors de France. Il s'adresse aux associations constituées par des ressortissants français expatriés - temporairement ou non, notamment des couples mixtes - ne disposant pas d'établissement d'enseignement français homologué (ou préférant scolariser leurs enfants dans un établissement du pays). Les activités peuvent se dérouler dans un établissement scolaire étranger, dans un Institut français ou une Alliance française, ou dans des locaux propres à l'association elle-même. Il est géré depuis 2009 par l'AEFE.